# Mockba Music
Mockba Music  — шведская музыкальная группа, существовавшая с 1982 по 1984 год. Их основными направлениями являлись синти-поп, новая волна и новая романтика.

## История
Коллектив был сформирован в 1981 году в Стокгольме Томом Вольгерсом (1959—2020), бывшим участником синти-поп-группы Lustans Lakejer.
Помимо Вольгерса, в состав Mockba Music изначально входили Йохан Вэваре и Майкл Экеблад.
Mockba Music дебютировали летом 1982 года с песней In från kylan, вдохновлённой главным героем Алеком Лимасом из знаменитого шпионского романа Джона Ле Карре. В 2012 году сингл вошёл в официальный саундтрек мини-сериала «Никогда не вытирай  слёзы без перчаток», действие которого происходит в 1980-х годах.
Коллектив являлся преимущественно студийным, совершив лишь ряд концертных выступлений.

## Состав группы
- Том Вольгерс (вокал, клавишные и перкуссия)
- Йохан Вэваре (ударные)
- Майкл Экеблад (дизайнер одежды)
- Сесилия Хентц (вокал)

Среди приглашённых музыкантов: Томас Ди Лева, Йохан Экелунд, Хайнц Лильедал, Эрик Гадд, Мауро Скокко.

## Дискография
- In från kylan[швед.] (сингл, 1982)
- Någon som du (сингл, 1982)
- Exil (макси-сингл, 1983)
- Mockba Music[швед.] (1984)